# الطیری
الطیری (به عربی: الطيري) یک منطقهٔ مسکونی در لبنان است که در شهرستان بنت جبیل واقع شده‌است.
 الطیری   ۷۵۰ متر بالاتر از سطح دریا واقع شده‌است.